# Hidroxilgyök
A hidroxilgyök (•OH) egy agresszív szabad gyök. Mennyiségének változása a Nap ultraibolya sugárzásának változására vezethető vissza. A hidroxilgyök a légköri kémiai folyamatokban játszik kulcsszerepet. A légkörben lévő metán és szén-monoxid nagy részét felbontja. A legradikálisabb légköri tisztítószernek nevezik. A hidroxilgyök tisztítja a légkört.
A hidroxilgyök kéntartalmú gázokkal kémiai reakcióba lép. A felhőképződésben segít. Mivel a napsugárzás visszaverődik a felhőcseppekről, a nitrogén-oxidok ezúton is hűtő hatást fejtenek ki. Csökkenti a globális felmelegedést.